# Lady Wood (brano musicale)
Lady Wood è un brano musicale della cantautrice svedese Tove Lo, nonché la title track e terza traccia del suo omonimo secondo album in studio, rilasciato in tutto il mondo il 28 ottobre 2016 sotto l'etichetta discografica statunitense Island Records.
Si tratta del primo brano nel progetto con un drop, ovvero la parte di una traccia in cui i vari strumenti melodici vengono "pompati" dai bassi elettronici, i Kick Drums, ed è incluso nella prima sezione del disco, caratterizzata da canzoni più facilmente orecchiabili e abbordabili, intitolata Fairy Dust, succede a Influence e precede il singolo True Disaster.
Lady Wood è, dopo Influence, il secondo brano non-singolo di maggiore successo e notorietà dell'album, avendo oltre dieci milioni di stream su Spotify ed essendo entrata nella Top 200 di Spotify di numerosi paesi del mondo, tra cui la Svezia, la Spagna, l'Australia, l'Argentina, la Norvegia, il Taiwan, la Francia, la Finlandia, la Danimarca e Singapore.

## Il brano
Lady Wood è una canzone interamente in inglese di genere elettro-pop dotato di chiare influenze indie e tropical dalla durata esatta di tre minuti e diciannove secondi, scritta esclusivamente dalla Lo, prodotta da Oscar Holter e il duo The Struts, composto da Jakob Jerlström, Ludvig Söderberg, che hanno inoltre realizzato la base strumentale di gran parte delle tracce, mixata da Șerban Ghenea, masterizzata da Tom Coyne e registrata nei Wolf Cousin Studios, a Stoccolma, in Svezia, la patria dell'interprete.
Nel testo, Tove Lo parla di una donna dalla terribile reputazione infatuata da un uomo popolare e sempre oggetto di critiche e polemiche, un playboy, che, anche se dovessero rivelarsi reali, non cambierebbero il modo in cui lei lo vede e non le toglierebbero il desiderio di stare con lui, affermando esplicitamente che il, suo amante, nonostante i rumor e i giudizi di coloro che gli stanno attorno, la eccita (Perfect imperfections with mistakes and unlearned lessons; Yeah, you give me wood, give me lady wood). Difatti, l'espressione gergale "Lady wood" altro è che uno slang inglese utilizzato per intendere l'eccitazione femminile. 
La struttura di questo brano è molto simile alle altre tracce del progetto, difatti possiamo ascoltare una base elettronica che si evolve ed esplode nel ritornello, preceduto da un pre-chorus molto orecchiabile.

## Accoglienza
Lady Wood è stata accolta positivamente dalla critica. Booklet Music ha elogiato la traccia per colpire l'ascoltatore per le produzioni ben fatte e pulite ma allo stesso tempo aggressive e di come la Nilsson sia disposta a tirare un bel pugno in faccia alle persone che credono che le donne non dovrebbero mai scrivere cose del genere e che solo gli uomini possono parlare di sesso in modo così esplicito. James Kilpin di Clash Magazine ha, invece, sostenuto che Lady Wood e Influence fossero le tracce più deboli e meno creative del progetto, non avendo quasi nulla a distinguerle dalle hit che giornalmente scalano le classifiche. Erica Russell, critica del blog PopCrush, ha definito Lady Wood un eccellente brano dark tropical in cui Tove non si tira indietro dai suoi sentimenti, spassandosela su un selvaggio e traballante beat che rimanda alla mente la giungla. Ha continuato affermando che la cantante sappia esattamente chi lei sia e cosa voglia dalla vita, terminando il commento con "Quindi, cosa eccita Tove? La realtà e tutte le cose incasinate che vengono con essa". Eric Ambrosino di Music Nation ha dato alla canzone un voto di 10/10, definendola "un coinvolgente e movimentato inno di genere dark tropical" e aggiungendo che "la peculiarità dei versi del brano è dovuta al modo ribelle in cui la Lo esprime i suoi apparentemente malsani e menefreghisti concetti".

## Esibizioni dal vivo
La versione originale del brano è stata inclusa nella setlist regolare del suo secondo tour mondiale di concerti dal vivo, il Lady Wood Tour e con la canzone la Nilsson nel 2017 si è esibita in vari noti festival europei e statunitensi, tra cui Lollapalooza, Ruisrock e Glastonbury.

## Video musicale
Per Lady Wood è stato necessariamente registrato un videoclip musicale interpretato da Tove Lo stessa e Lina Esco nel ruolo di Lorna, destinato a far parte del cortometraggio di trenta minuti circa Fairy Dust, in cui sono presenti le sei tracce dell'omonima prima sezione del disco, caricato sul canale YouTube Vevo della Nilsson il 29 ottobre 2016.